# Aradi Közlöny
Az Aradi Közlöny Aradon megjelent politikai és közgazdasági napilap. Függetlenségi programmal 1885. december 20-án indult el, megszűnt 1940. április 14-én.

## Története
Tulajdonos-főszerkesztő 1897-től Stauber József. A Budapestről érkezett Stauber bevezette az éjjeli szerkesztést, megnagyobbította a lap formátumát és jól fizetett újságírókat alkalmazott, ezzel sikerült anyagilag konszolidálnia a lapot. Az újság három havi jövedelmét felajánlotta az aradi Kossuth-szobor javára, boltot üzemeltetett, télen kenyeret osztott a rászorulóknak. A 20. század elején minden előfizető számára 3000 korona értékű baleset-biztosítást kötöttek, az előfizetési díj emelése nélkül.
Kezdetben a régi szabadelvű párt lapja volt, később párton kívüli, az 1920-as évektől pedig az Országos Magyar Párt (OMP) konzervatív szárnyát képviselte. Jeles munkatársai: Berey Géza, Bolgár Lajos, Csányi Piroska, Faragó Rezső, Gárdos Sándor, Grünn Szerén, Mayer Ker. János, Molnár Tibor, Návrádi Ágoston, Nedeczky Ferenc, Pilisi Géza, Somogyi Gyula, Sz. Jakab Géza, Szántó György, Szomory Oszkár, Szöllősi Zsigmond, Tarnóczi Lajos, Vuchetich Endre (1918-ban szerkesztő), Záray Jenő.